# Jeppe Østenkær
Jeppe Dyhrman Østenkær (født 18. januar 1989 i Aalborg) er en dansk fodboldspiller, der siden sommeren 2012 har spillet for 2. division øst-klubben BK Frem som midtbanespiller.

## Klubber
Østenkær fik sin fodboldopdragelse i Saltum IF, inden han som 10-årig i 1999 rykkede til Jetsmark IF.

### Jetsmark / Blokhus FC
I Jetsmark IF fik Østenkær sin debut som senior. I 2005 blev Østenkær den første spiller i klubbens historie der kom fra ungdomsafdelingen, og skrev kontrakt med klubben. Da klubben i sommeren 2008 etablerede eliteoverbygningen Blokhus FC, fulgte Østenkær med.
Efter sæsonen 2010-11 rykkede Blokhus FC op i 1. division for første gang i klubbens historie, efter den var endt på 1. pladsen i 2. division Vest og havde vundet de efterfølgende play-off kampe.
I sommeren 2011 fik Jeppe selskab af sin storebror Rasmus Østenkær, der underskrev en ét-årig kontrakt med Blokhus. Efter sæsonen 2011-12 endte Blokhus FC på sidstepladsen i 1. division, og Østenkær blev klubbens topscorer med syv mål. Han valgte efterfølgende at forlade klubben, da han skulle flytte til København på grund af studier på Copenhagen Business School.

### BK Frem
Jeppe Østenkær valgte sideløbende med studierne til kandidat i finansiering og regnskab, at fortsætte fodboldkarrieren i Boldklubben Frem, der i sommeren 2012 var rykket op i 2. division øst.
Østenkær debuterede for klubben den 12. august 2012, da han spillede hele udekampen mod Svebølle BI på Svebølle Stadion, og samtidig scorede kampens første mål i 3-0 sejren til BK Frem.